# Маркетплейс (проект Банка России)
Проект «Маркетплейс» — проект Банка России по созданию системы из маркетплейсов, агрегаторов и поставщиков услуг, регистратора для снижении дискриминации в части доступности финансовых продуктов. Инициирован в 2017 году, получил оформление в законодательстве в 2020 году.
Прототипирование проекта «Маркетплейс», запланированное на апрель 2018 года, успешно завершилось.
Летом 2020 года Госдума приняла закон «О совершении финансовых сделок с использованием финансовой платформы» и закон-спутник «О внесении изменений ... по вопросам совершения финансовых сделок с использованием финансовой платформы».

## Участники проекта
Состав участников проекта может быть поделён на группы: управляющие электронными платформами, регистрирующие финансовые транзакции, дающие доступ к витринам/агрегаторам, поставляющие финансовые услуги
Финансовые платформы
Площадка, на которой взаимодействуют финансовые организации и клиенты для заключения финансовых операций. Задача платформы состоит в автоматизации взаимодействия сторон и обеспечении удобства совершения операций. Ниже представлены участники, включенные в реестр ЦБ РФ по сост. на 03.06.2022:
- Финуслуги от Мосбиржи
- ВТБ Регистратор от ВТБ
- Финансовая платформа от Группы компаний «ИНФИНИТУМ»
- Финансовая платформа от АО «Финансовый Маркетплейс Сравни.ру»
- Открытый финансовый маркетплейс от АО «ОФМ»
- Luna finance от АО «Открытые цифровые решения»

Регистратор финансовых транзакций (РФТ)
Реестр хранения юридически-значимой информации по совершенным на платформе сделкам и операциям
- НРД

Сайты-агрегаторы
Автоматизированная платформа, предоставляющая клиенту возможность выбора финансового продукта посредством систематизации и визуализации его характеристик. Витрина призвана обеспечить представление параметров финансового продукта (срок, процентная ставка, рейтинг и так далее).
- Банки.ру
- Fins
- Юником24
- Сравни.ру

Поставщики финансовых продуктов и услуг
Финансовые организации, предлагающие свои продукты и услуги через маркетплейс.
- АК Барс
- Центр-инвест
- Зенит
- Совкомбанк
- Росбанк
- МКБ
- ДОМ.РФ